# 676734 Wójcicki
676734 Wójcicki è un asteroide della fascia principale. Scoperto nel 2012, presenta un'orbita caratterizzata da un semiasse maggiore pari a 2,583536 UA e da un'eccentricità di 0,131263, inclinata di 6,390940° rispetto all'eclittica.